# Sanae Mishima
Sanae Mishima (jap. 三島 早苗, Mishima Sanae) ist eine ehemalige japanische Fußballspielerin.

## Karriere
Mishima wurde 1981 in den Kader der japanischen Nationalmannschaft berufen und kam bei der Fußball-Asienmeisterschaft der Frauen 1981 zum Einsatz. Insgesamt hat sie zwei Länderspiele für Japan bestritten.